# Depressariidae
Los depressáridos (Depressariidae) son una familia de polillas. Anteriormente se les trataba como una subfamilia de Gelechiidae, pero ahora se reconoce como una familia separada, que comprende alrededor de 2300 especies en todo el mundo.

## Subfamilias
Depressariidae consta de diez subfamilias:

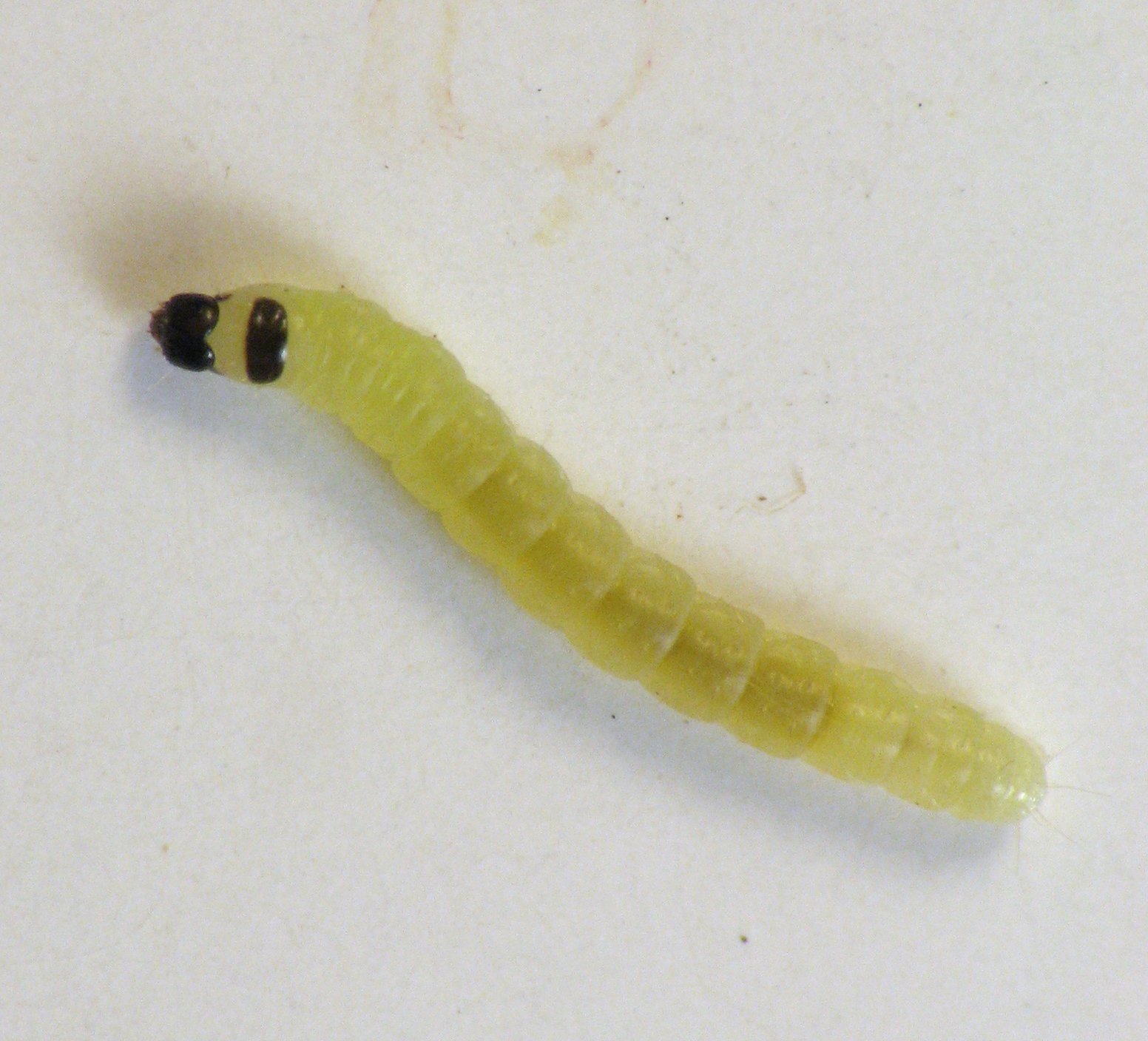
Agonopterix senicionella oruga

- Acriinae
- Aeolanthinae
- Cryptolechiinae
- Depressariinae
- Ethmiinae
- Hypercalliinae
- Hypertrophinae
- Oditinae
- Peleopodinae
- Stenomatinae